# 70-та мотострілецька дивізія (РФ)
70-та мотострілецька дивізія (70 мсд) — тактичне з'єднання Сухопутних військ Російської Федерації. Знаходиться у складі 18-ї загальновійськової армії.

## Історія
70-ту мотострілецьку дивізію створено у 2023 році, вона увійшла до складу 18-ї загальновійськової армії. У складі дивізії 24-й, 26-й і 28-й мотострілецькі та 17-й танковий полки.
У вересні 2023 року дивізію перекинули на лівий берег Дніпра. Незадовго до висадки українських морських піхотинців у Кринки в середині жовтня 2023 року позиції дивізії на початку жовтня зайняла 810-та окрема бригада морської піхоти. Дивізія надалі розташувалася на херсонському напрямку.